# یخدان بیارجمند
یخدان بیارجمند مربوط به دوره قاجار است و در شهرستان شاهرود، ابتدای جاده خارتوران واقع شده و این اثر در تاریخ ۳۰ تیر ۱۳۸۴ با شمارهٔ ثبت ۱۲۲۷۲ به‌عنوان یکی از آثار ملی ایران به ثبت رسیده‌است.